# Carex humahuacaensis
Carex humahuacaensis là một loài thực vật có hoa trong họ Cói. Loài này được G.A.Wheeler mô tả khoa học đầu tiên năm 1989.